# Dasychira griseipennis
Dasychira griseipennis är en fjärilsart som beskrevs av Erich Martin Hering 1941. Dasychira griseipennis ingår i släktet Dasychira och familjen tofsspinnare. Inga underarter finns listade i Catalogue of Life.